# House of Fury
Pour plus de détails, voir Fiche technique et Distribution.
House of Fury (Jing mo gaa ting) est un film hong-kongais réalisé par Stephen Fung, sorti le 23 mars 2005.

## Synopsis
Après le décès de sa femme, Teddy Yu vit une petite vie paisible de chiropracteur chinois avec son fils et sa fille, Nicky et Natalie. Ce dernier passant son temps à leur raconter des histoires invraisemblables de son prétendu passé d'agent secret, ses enfants qui ne s'entendent déjà pas beaucoup, finissent par se lasser de sa mythomanie et s'éloignent peu à peu. Jusqu'au jour où un certain Rocco, un homme cloué dans une chaise roulante, vient leur rendre visite dans le but de retrouver un certain «Dragon» ...

## Fiche technique
- Titre : House of Fury
- Titre original : 精武家庭 (Jing mo gaa ting)
- Réalisation : Stephen Fung
- Scénario : Stephen Fung et Lo Yiu-fai
- Musique : Peter Kam
- Photographie : Poon Hang-sang
- Montage Cheung Ka-Fai
- Production : Willie Chan, Solon So, Jackie Chan et Albert Yeung
- Société de production : Emperor Multimedia Group, Homfaith et JCE Movies
- Pays d'origine : Hong Kong
- Format : Couleurs - 1,85:1 - Dolby Digital - 35 mm
- Genre : Action et comédie
- Durée : 102 minutes
- Date de sortie : 23 mars 2005 (Hong Kong)

## Distribution
- Anthony Wong Chau-sang : Teddy Yu
- Stephen Fung : Nicky
- Charlene Choi : Ella
- Michael Wong : Rocco
- Gillian Chung : Natalie
- Daniel Wu : Jason
- Wu Ma : Oncle Chiu
- Josie Ho : L'assassin
- Jon Foo : Sam Shan
- Philip Ng : King